# مسابقات دوچرخه‌سواری کلاسیک یوروآیز
مسابقات دوچرخه‌سواری کلاسیک یوروآیز (آلمانی: EuroEyes Cyclassics) با نام سابق کلاسیک واتنفال یک مسابقه دوچرخه‌سواری کلاسیک در آلمان است.
این مسابقه که در شهر هامبورگ برگزار می‌شود از سال ۱۹۹۶ تاکنون سالانه در یک روز برگزار می‌شود.

## نگارخانه

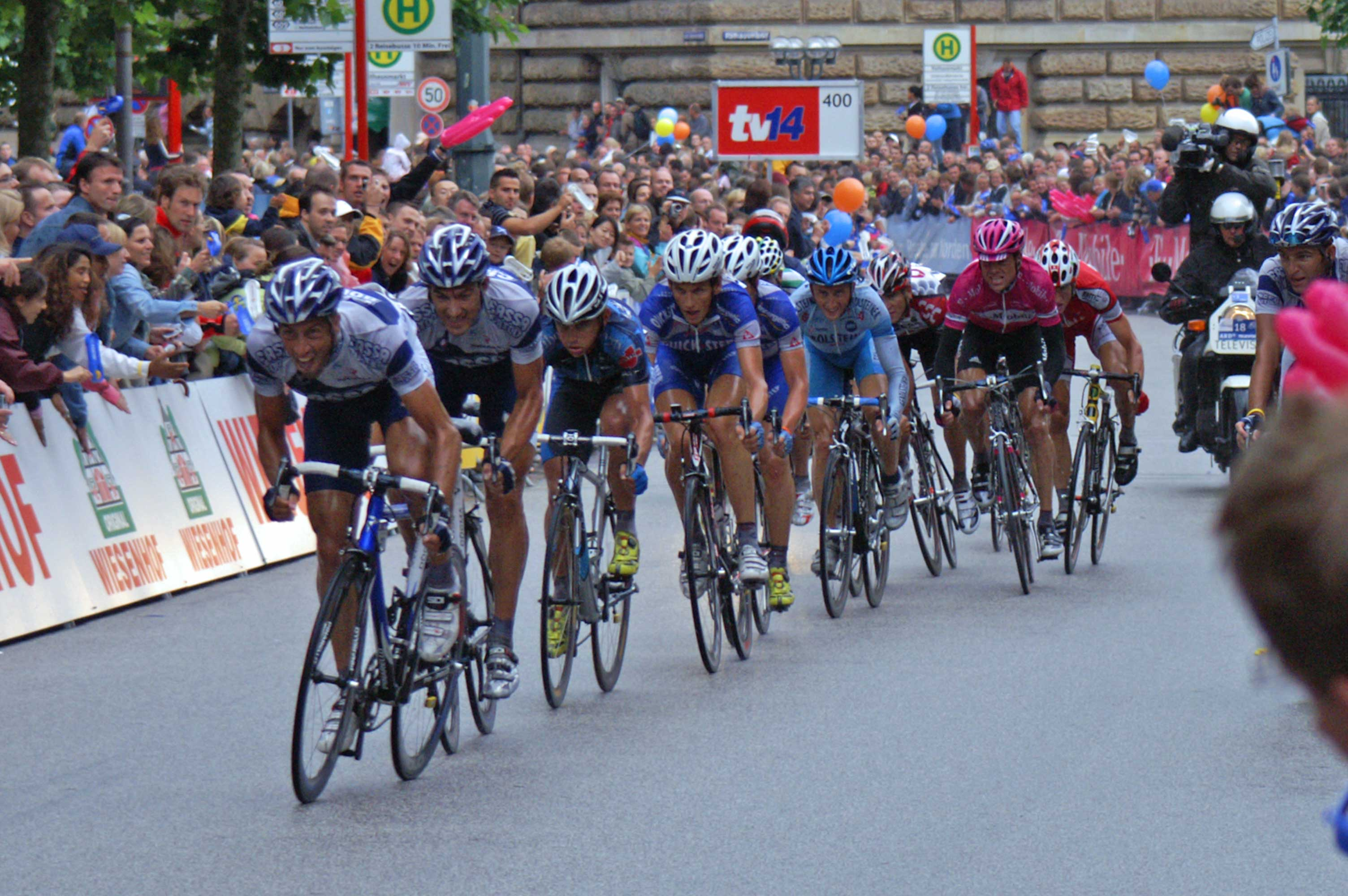
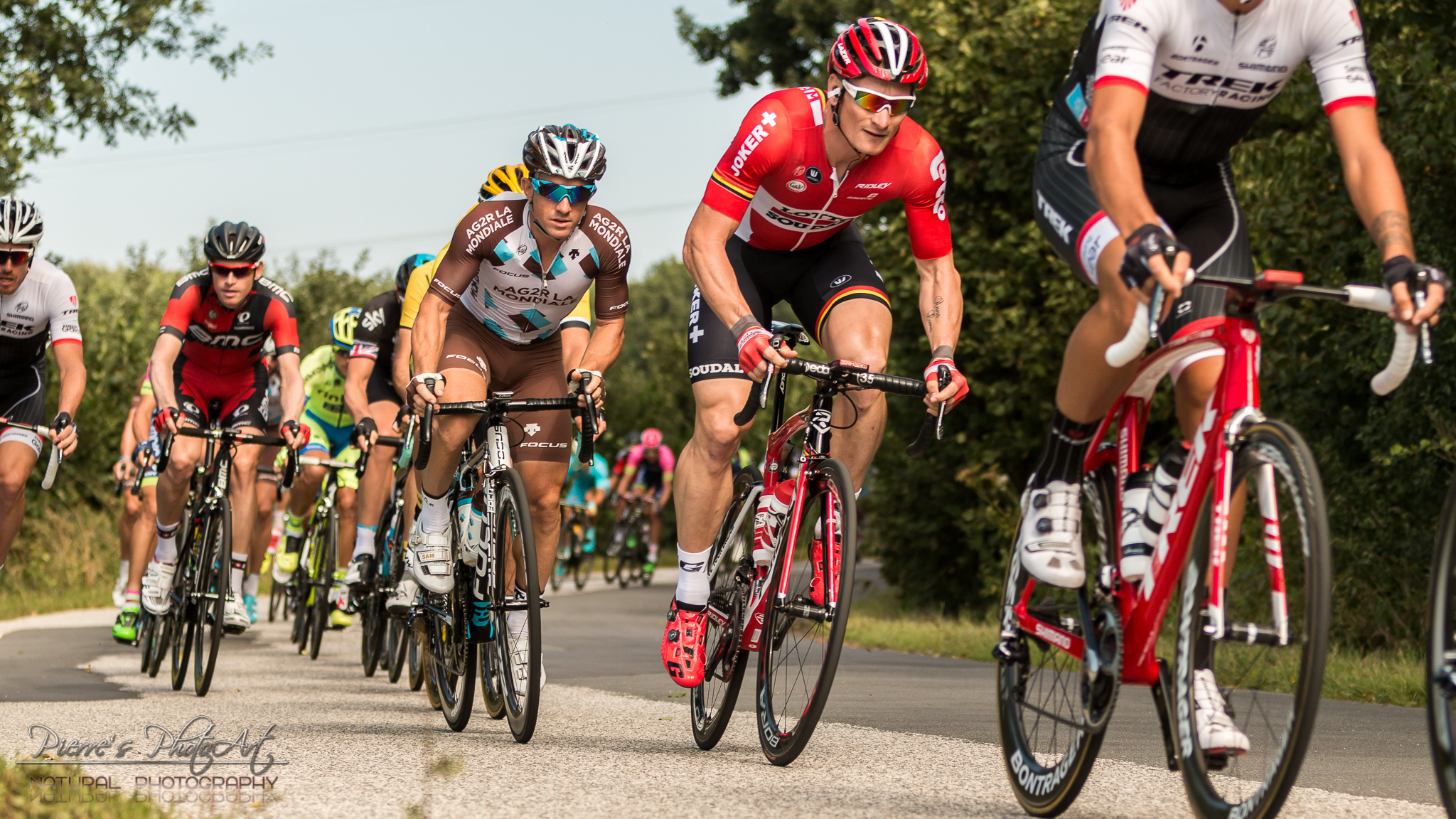
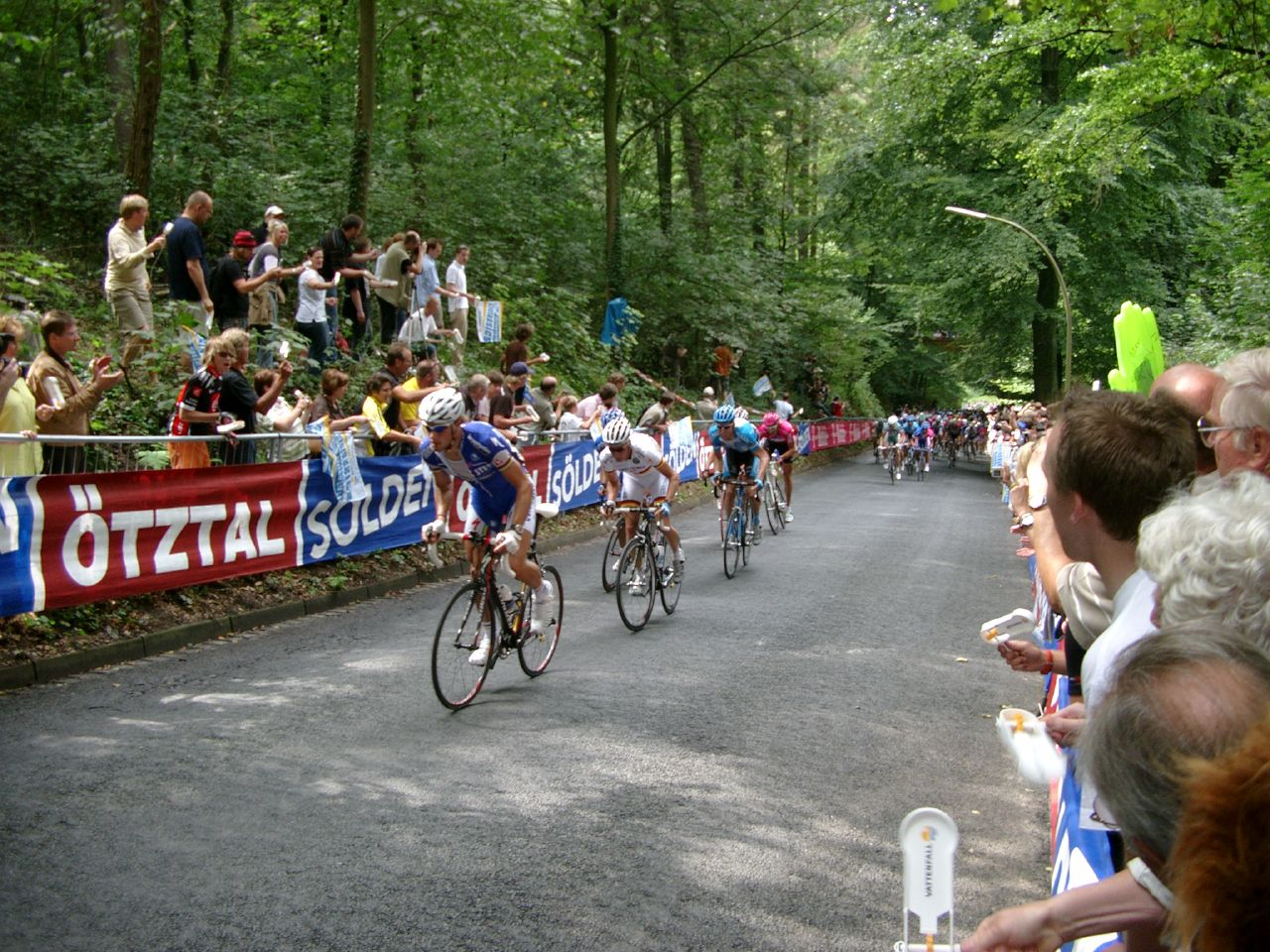
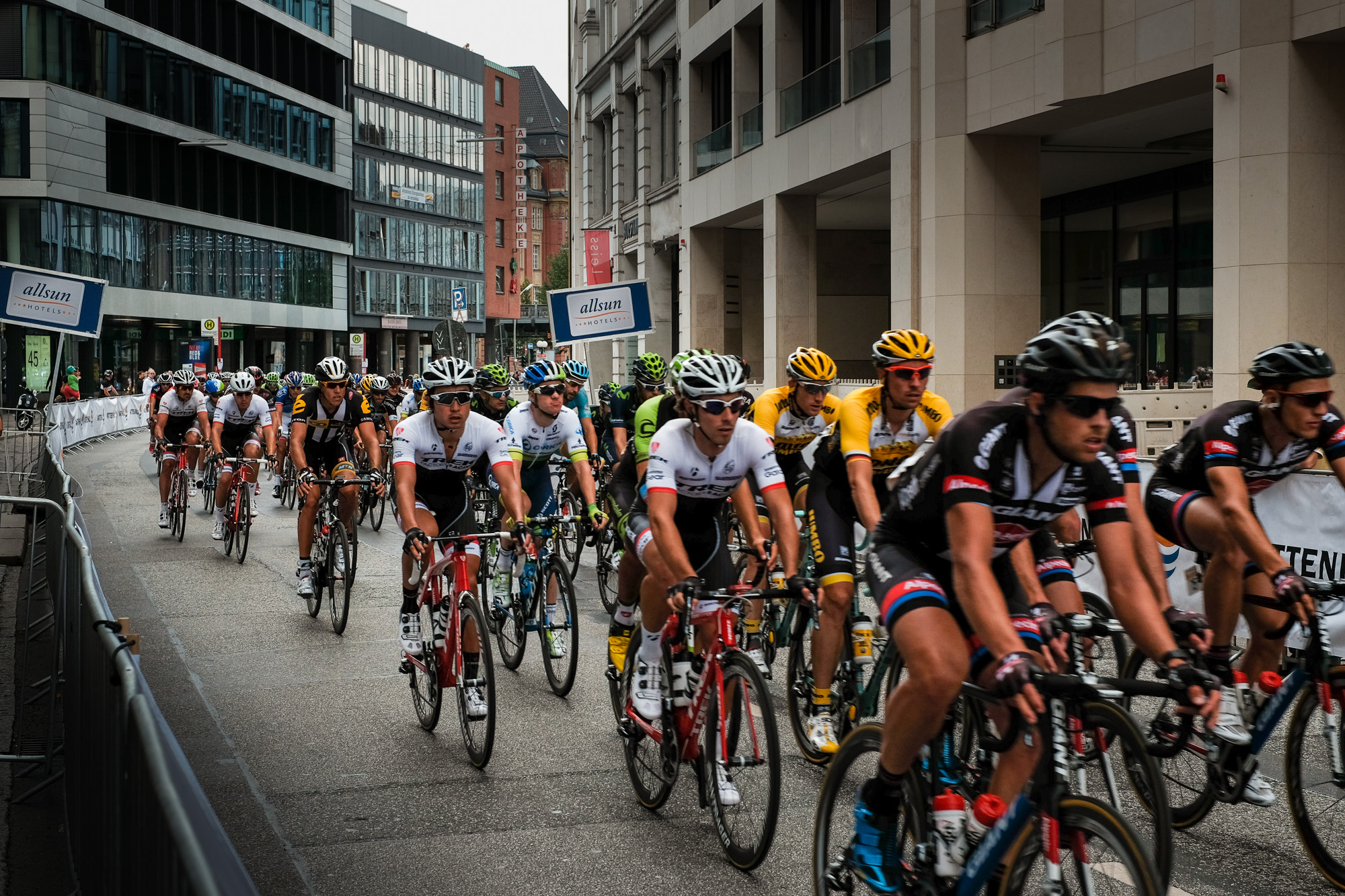
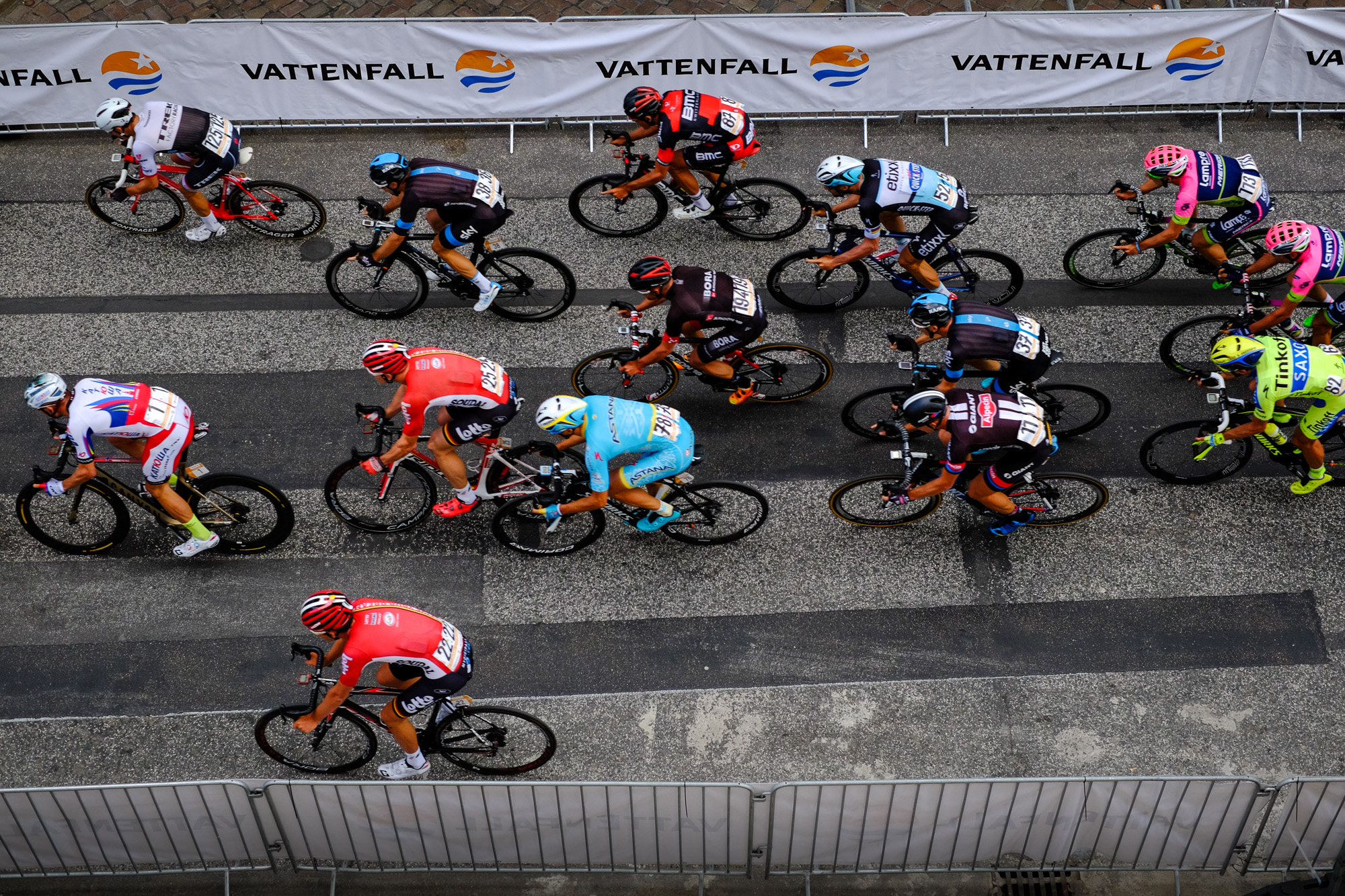
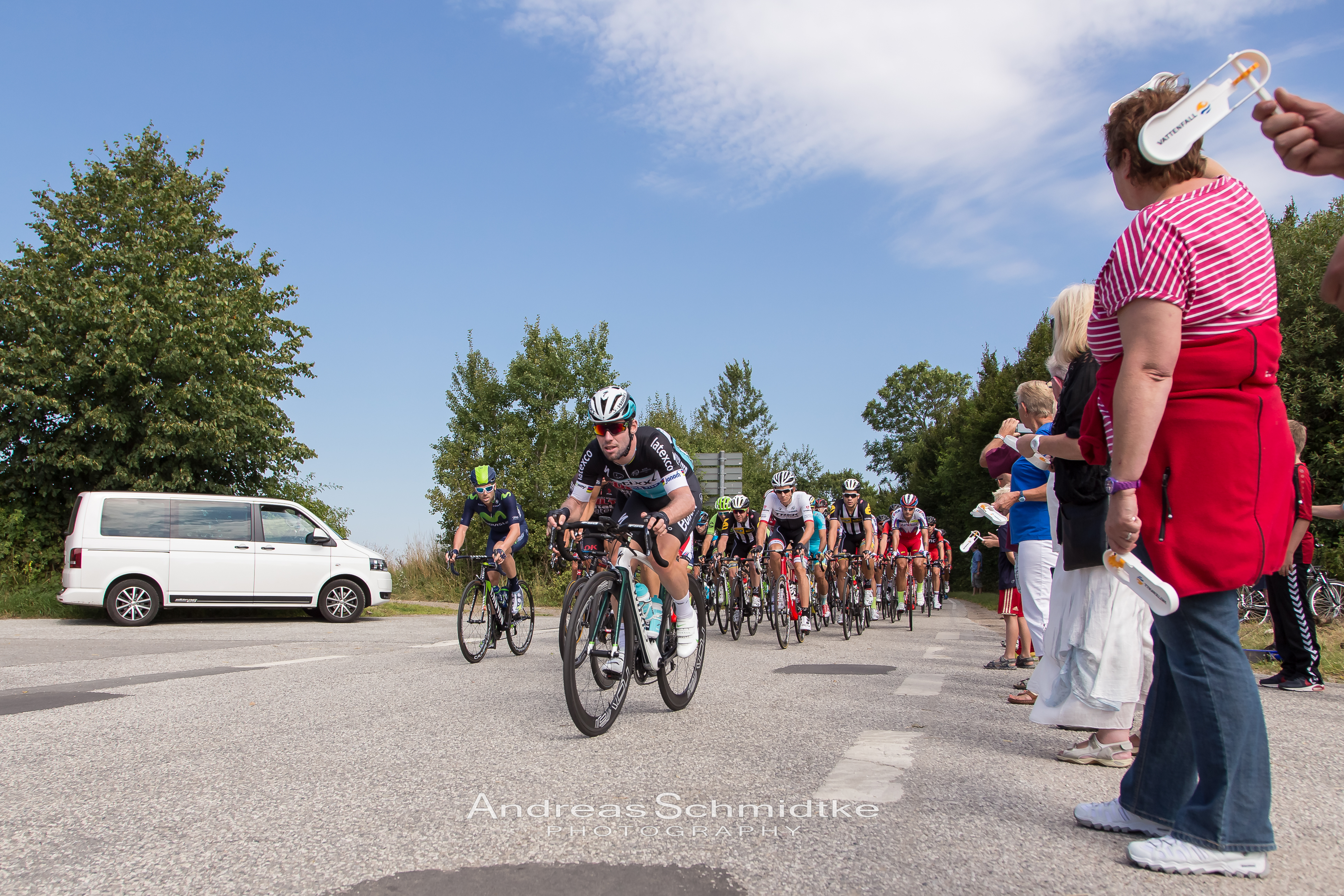
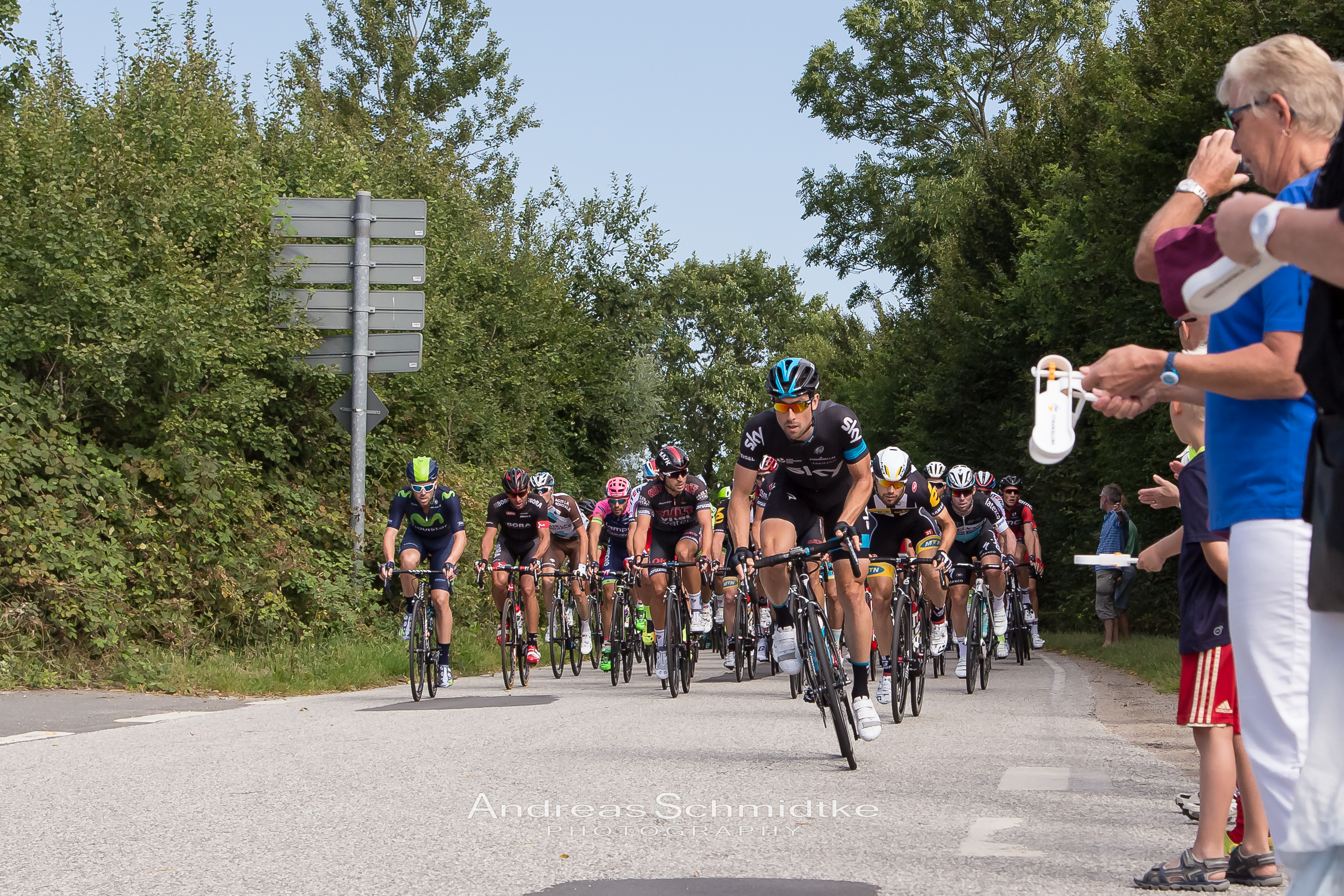

## قهرمانی بر پایه کشور
| قهرمانی | کشور                                  |
| ------- | ------------------------------------- |
| ۶       | ایتالیا                               |
| ۴       | آلمان                                 |
| ۲       | استرالیا · نروژ · ایالات متحده آمریکا |
| ۱       | بلژیک · فرانسه · هلند · اسپانیا       |